# Hyder (Alaska)
Hyder  ist ein Ort und ein census-designated place (CDP) in der Prince of Wales-Hyder Census Area, im äußersten Südosten des US-Bundesstaates Alaska. Im Rahmen der Volkszählung 2000 gaben 48 Menschen Hyder als ihren Hauptwohnsitz an.

## Lage
Hyder liegt rund 3 Kilometer südwestlich von Stewart (British Columbia) am Ende des Portland Canal, der die Grenze zwischen den Vereinigten Staaten von Amerika und Kanada bildet; die nächstgelegene größere Ansiedlung in Alaska ist das 120 Kilometer (Luftlinie) nordwestlich gelegene Ketchikan.

## Bevölkerung
Angaben, welche im Rahmen der letzten Volkszählung erhoben wurden, zeigen, dass mehr als die Hälfte der Einwohner ein Einkommen unterhalb der Armutsgrenze erwirtschaften; das Pro-Kopf-Einkommen lag danach unter 11.500 Dollar pro Jahr. Dies ist eine der niedrigsten Raten für eine Gemeinde, deren Bevölkerung zu mehr als 95 Prozent aus Weißen besteht.

## Geschichte
Schon die Nisga’a nutzten das Gebiet an der Mündung des Bear River in den Portland Canal als temporären Jagd- und Sammelplatz, und möglicherweise als Ausweichgebiet anlässlich der Raubzüge der Haida. Die Erforschung des Gebiets begann erst 1896, als eine Expedition unter der Führung von David du Bose Gaillard die Region erkundete und nahe der Grenze ein heute noch existierendes Lagerhaus errichtete. Prospektoren entdeckten in den folgenden Jahren zahlreiche Minen, welche zwar meist auf dem Gebiet von British Columbia lagen, aber leichter von Hyder aus zugänglich waren, da erst 1974 eine Straßenanbindung Richtung Süden entstand. Daneben förderte die in Alaska gelegene Riverside Mine in den Jahren 1924 bis 1952 Gold, Silber, Blei, Kupfer, Zink und Wolfram.
Ursprünglich wurde die teilweise auf Pfählen im Ozean errichtete Siedlung – dieser damals bereits unbewohnte Ortsteil fiel 1948 einem Großbrand zum Opfer – auf den Namen Portland getauft, doch der United States Postal Service teilte den Einwohnern mit, dass es bereits zu viele Orte dieses Namens gebe, weshalb der Ort nach dem kanadischen Bergbauingenieur Frederick Hyder benannt wurde.

## Wirtschaft und Verkehr
Tourismus, Fischfang und ein bescheidener Bergbau sind Haupteinkommensquelle der Einwohner.
Der eisfreie Hafen wurde in der Vergangenheit einmal monatlich im System des Alaska Marine Highway angelaufen; dieser Service ist mittlerweile eingestellt. Über Stewart besteht ein Anschluss an den Highway 37. Der nächstgelegene Flughafen befindet sich in Terrace.
In Hyder wurden die beiden Filme "The Thing" (John Carpenter, 1982) und "Insomnia" (Christopher Nolan, 2002) gedreht.

## Trivia
Der Grenzübergang nach Stewart wird nur vom kanadischen Zoll überwacht, da die geographische Lage des Ortes eine Weiterreise an einen anderen Ort auf dem Staatsgebiet der USA unmöglich macht, die Unterschiede in der Besteuerung für Alkohol allerdings den Schmuggel lukrativ machen.
Am Grenzübergang nach Stewart befindet sich eine humoristische Nachahmung des Schildes von Checkpoint Charlie mit der Aufschrift Sie verlassen den amerikanischen Sektor in Englisch, Französisch und Deutsch sowie ein Schild mit der Aufschrift Eastern Sektor. Das Schild wurde 2015 als Protest aufgestellt, nachdem die kanadische Verwaltung angekündigt hatte, die Grenzkontrolle nachts zu schließen.

## Demografie
Zum Zeitpunkt der Volkszählung im Jahre 2020 (U.S. Census 2020) hatte Hyder 48 Einwohner auf einer Landfläche von 44,19 km². Von den Einwohnern waren 46 Weiße.
Beim Zensus im Jahr 2000 wurden 97 Einwohner gezählt, 2010 waren es 87.